# KZ-Außenlager Rathenow

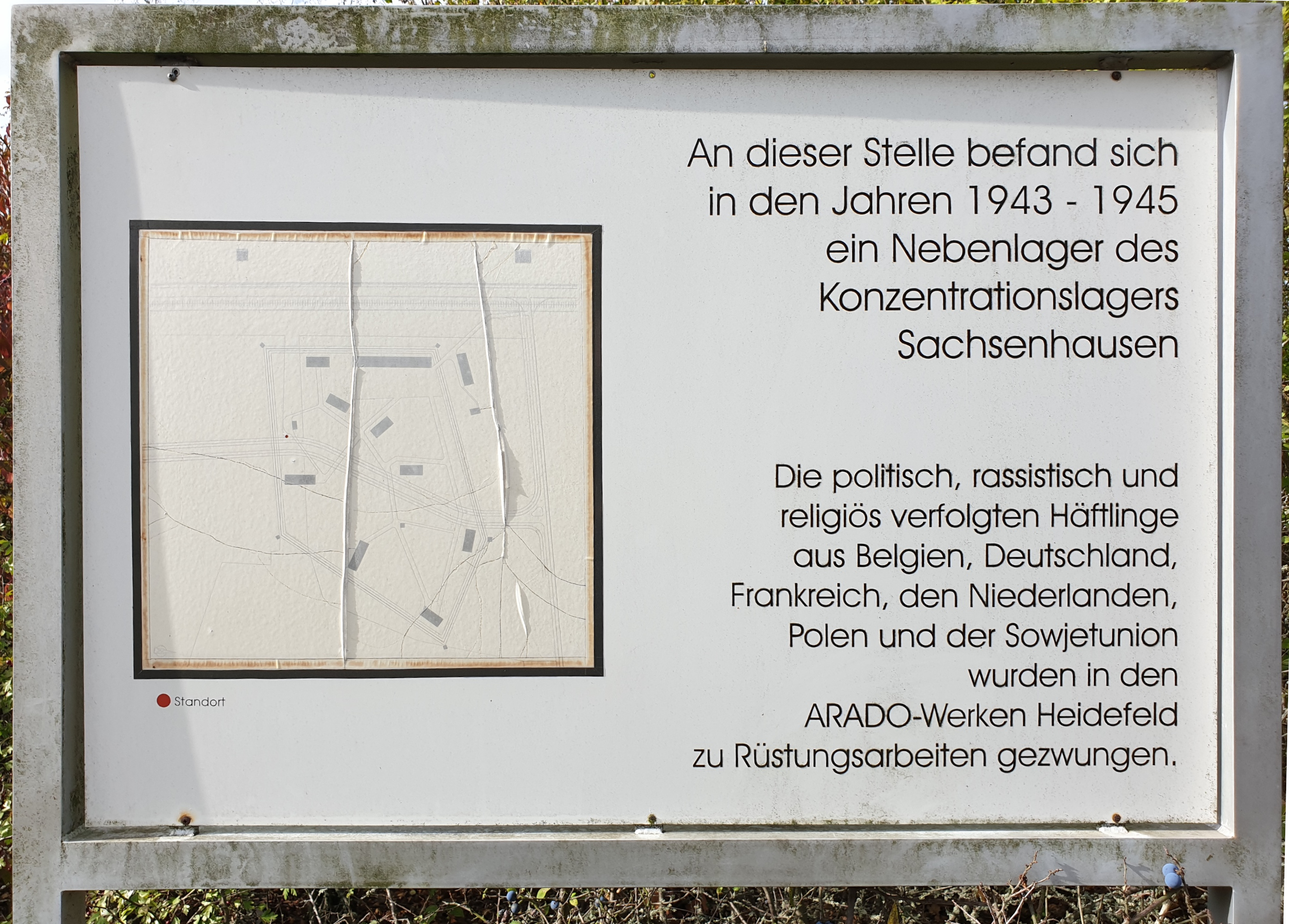
KZ-Außenlager Rathenow Gedenktafel

Das KZ-Außenlager Rathenow, war ab Sommer 1944 ein KZ-Außenlager des KZ Sachsenhausen. In ihm mussten Männer Zwangsarbeit für die Arado Flugzeugwerke leisten.

## Geschichte
Das Außenlager, das sich ungefähr 3,5 Kilometer südlich der Stadtmitte im Bereich des Grünauer Fenns befand, wurde im Sommer 1944 errichtet. Das ungefähr vier Hektar große Gelände war mit einer Doppelreihe elektrisch geladenen Stacheldrahtzauns und fünf Wachtürmen aus Holz gesichert. Innerhalb der Umzäunung standen Baracken, in denen sich ab September 1944 ungefähr 500 und im Februar 1945 annähernd 800 Häftlinge befanden. Die Häftlinge stammten größtenteils aus den Niederlanden, Belgien, Frankreich, Polen und der Sowjetunion, sowie einige wenige aus Deutschland.
Für die SS-Wachmannschaft, darunter ukrainische Freiwillige, gab es im Lager Unterkünfte. Von September 1944 bis April 1945 führte SS-Unterscharführer Otto Schultz das Außenlager.
Die Männer mussten jeweils in zwölfstündigen Schichten, sieben Tage in der Woche, für die Arado Flugzeugwerke arbeiten. Im Rathenower Werk wurden hauptsächlich Tragflächen gebaut.
Ende April 1945 wurde die Insassen des Lagers von der Roten Armee befreit.
Vom ehemaligen Außenlager blieben keine Gebäude erhalten. Im Jahre 1982 erklärte der Rat des Kreises Rathenow den Standort des ehemaligen Lagers zum Denkmal. In den 1990er Jahren wurde das Gebiet in ein Gewerbegebiet umgewandelt und die Fläche überbaut. Allerdings führten zuvor durchgeführte archäologische Grabungen zu Erkenntnissen über den genauen Standort der einzelnen Gebäude. Die dokumentierten Ergebnisse und Fundstücke wurden in Rathenow ausgestellt. Am 6. Mai 2000 wurde eine Gedenktafel eingeweiht.